# Stefano Margotti
Stefano Margotti (Firenze, 7 marzo 1900 – Torino, 19 maggio 1981) è stato un tiratore a segno italiano.

## Biografia
Nato nel 1900 a Firenze, nel 1935 fu medaglia d'argento ai Mondiali di Roma nella pistola 50 m a squadre, insieme a Giancarlo Boriani, Bosforo Capone, Carlo Maresca e Ugo Pistolesi, terminando dietro solo alla Svizzera.
A 36 anni partecipò ai Giochi olimpici di Berlino 1936, nella pistola 50 m, chiudendo 21º con 518 punti.
12 anni dopo, a 48 anni, prese parte di nuovo alle Olimpiadi, quelle di Londra 1948, sempre nella pistola 50 m, terminando 36º con 503 punti.

## Palmarès

### Mondiali
- 1 medaglia:
  - 1 argento (Pistola 50 m a squadre a Roma 1935)